# Emilio Echevarría
Emilio Antonio Echevarría Noriega (Città del Messico, 3 luglio 1944 – Città del Messico, 4 gennaio 2025) è stato un attore messicano.

## Biografia
Prima di intraprendere la carriera di attore cinematografico, si produsse in varie opere teatrali, nella compagnia del connazionale José Luis Ibáñez. Dopo alcuni piccoli camei in film di basso rilievo, l'attore ottenne una parte principale nella pellicola del premio Oscar Alejandro González Iñárritu, Amores perros, (2000). A seguito dell'enorme successo commerciale, lavorò principalmente con il regista messicano in altre sue pellicole, con parti, tuttavia, di poco rilievo. Ebbe un ruolo importante nella pellicola La morte può attendere, dove recitò la parte di un ricco industriale, Raoul. Nel 2004 recitò nel film Alamo - Gli ultimi eroi e nel 2014 lavorò nel lungometraggio Words with Gods, presentato a Venezia.

## Filmografia parziale

### Cinema
- Amores perros, regia di Alejandro González Iñárritu (2000)
- Y tu mamá también - Anche tua madre (Y tu mamá también), regia di Alfonso Cuarón (2001)
- La morte può attendere (Die Another Day), regia di Lee Tamahori (2002)
- Alamo - Gli ultimi eroi (The Alamo), regia di John Lee Hancock (2004)
- Il bufalo della notte (El búfalo de la noche), regia di Jorge Hernandez Aldana (2007)
- God's Blood, regia di Guillermo Arriaga, episodio di Words with Gods (Palabras con Dioses) (2014)
- Un mostro dalle mille teste (Un monstruo de mil cabezas), regia di Rodrigo Plà (2015)
- El elegido, regia di Antonio Chavarrías (2016)
- Mozart in the Jungle, serie TV (2015-2016)

### Televisione
- Mujeres asesinas (2010)